# Distretto di Serdarabat
Il distretto di Serdarabat è un distretto del Turkmenistan situato nella provincia di Lebap. Ha per capoluogo la città di Türkmenabat.